# Desorella
Desorella is een uitgestorven geslacht van stekelhuidigen uit de klasse van de Echinoidea (zee-egels). Exemplaren van dit geslacht zijn slechts als fossiel bekend.